# 위스키레이크
위스키레이크(Whisky Lake)는 3세대 14nm 스카이레이크 저전력 모바일 프로세서 제품군에 대한 인텔의 코드명이다. 인텔은 2018년 8월 28일 위스키 레이크를 발표했다.

## 변경 사항
- 14nm 공정, 커피레이크와 동일
- 터보 클럭 증가(300~600MHz)
- 14nm PCH
- 기본 USB 3.1 Gen 2 지원(10Gbit/s)
- 통합 Wi-Fi 802.11ac 160MHz/Wi-Fi 5 및 Bluetooth 5.0
- 인텔 옵테인 메모리 지원

## 모바일 프로세서
이 CPU의 TDP는 15W이지만 열 설계 전력 구성이 가능하다.
코어 i5-8365U 및 i7-8665U는 인텔 vPro 기술을 지원한다.
펜티엄 골드 및 셀러론 CPU에는 AVX2 지원이 불가하다.